# Claire Kelly
Claire Kelly, pseudonimo di Claire Ann Green (San Francisco, 15 marzo 1934 – Palm Springs, 1º luglio 1998), è stata un'attrice e modella statunitense.

## Biografia
Figlia di un allevatore della California, studiò recitazione a New York e poi lavorò come modella a Miami, spesso fotografata nelle copertine delle riviste. Sposata nel 1951 al cantante George DeWitt, ebbe un figlio che morì a soli tre anni nel 1954, anno nel quale Claire esordì come comparsa nel cinema e poi in alcune serie televisive.
Non fu mai protagonista e si dovette accontentare di ruoli di secondo piano, tranne che ne Gli uomini della terra selvaggia (1959), con Alan Ladd, Ernest Borgnine e Katy Jurado, remake in forma di western di Giungla d'asfalto, dove interpretò il ruolo che fu di Marilyn Monroe. La sua carriera cinematografica, che vanta 14 film e alcune interpretazioni televisive, si concluse nel 1972 con il thriller Quattro farfalle per un assassino. 
Ebbe un'intensa vita mondana e sentimentale. Dopo il divorzio da DeWitt nel 1955, ebbe brevi relazioni con Lance Reventlow, figlio della miliardaria Barbara Hutton, con Frank Sinatra, con Conrad Hilton Jr., proprietario della nota catena di alberghi, con l'attore Perry Lopez, suo marito dal 1960 al 1961, anno in cui sposò il banchiere Robert Alan Kenaston, Jr., figlio dell'attrice Billie Dove, avendone un figlio e dal quale divorziò due anni dopo. Frequentò brevemente anche il figlio dell'Aga Khan III, Aly Khan, da lei definito “un tipo goffo”, ed Elvis Presley, che giudicò “ancora un bambino”.
Si sposò una quarta volta con Robert Murphy e morì a Palm Springs a 64 anni, nel 1998.

## Filmografia

### Cinema
- Il figlio di Sinbad (1955)
- Confidential: anonima scandali (1956)
- La felicità non si compra (1956)
- Snowfire (1957)
- Gli arditi degli abissi (1958)
- Gli uomini della terra selvaggia (1958)
- Il dominatore di Chicago (1958)
- Tutte le ragazze lo sanno (1959)
- Il caro estinto (1965)
- Una guida per l'uomo sposato (1967)
- Childish Things (1969)
- La terza fossa (1969)
- Up Your Teddy Bear (1970)
- Quattro farfalle per un assassino (1972)

### Televisione
- Kings Row – serie TV, episodio 1x07 (1956)
- Tightrope – serie TV, episodio 1x21 (1960)
- The Texan – serie TV, episodio 2x34 (1960)
- Surfside 6 – serie TV, episodio 1x23 (1961)
- La legge di Burke (Burke's Law) – serie TV, episodi 2x04-2x21 (1964-1965)